# (41981) Yaobeina
(41981) Yaobeina est un astéroïde de la ceinture principale.

## Description
(41981) Yaobeina est un astéroïde de la ceinture principale. Il fut découvert par William Kwong Yu Yeung le 28 décembre 2000 depuis son observatoire privé de Desert Beaver. Il présente une orbite caractérisée par un demi-grand axe de 2,62 UA, une excentricité de 0,129 et une inclinaison de 14,4° par rapport à l'écliptique.
Il fut nommé en hommage à la chanteuse chinoise Yao Beina (1981-2015) dont la chanson Fire of the Heart évoque ses réflexions sur la lutte contre le cancer du sein, dont elle décèdera.

## Compléments